# Sophie de Condorcet

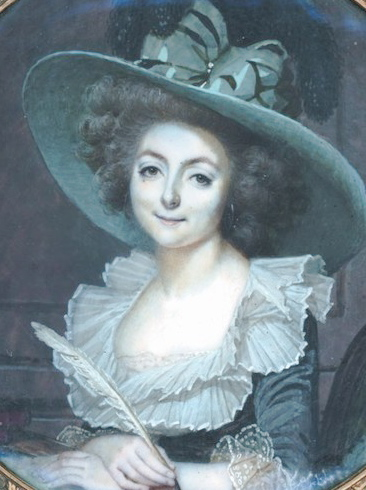
Sophie de Condorcet

Sophie de Condorcet (Meulan, 1764 - Parijs, 8 september 1822), geboren Sophie de Grouchy en bekend als Madame de Condorcet, was een prominente Franse filosofe en salonnière.  Zij had een salon van 1789 tot het begin van de Terreur in 1792, en opnieuw van 1799 tot haar dood in 1822.
Zij was de vrouw van de wiskundige en filosoof Nicolas de Condorcet. Samen met haar man was ze politiek actief en verbonden met de girondijnen. Haar man stierf tijdens de Terreur in gevangenschap. Ondanks zijn dood, en het feit dat haar broer Emmanuel, markies de Grouchy tussen 1815 en 1821 verbannen was, was Madame de Condorcet invloedrijk vóór, tijdens en na de Franse Revolutie. Als gastvrouw was ze populair vanwege haar vriendelijkheid, schoonheid en onverschilligheid voor iemands klasse of sociale afkomst. In tegenstelling tot mede-girondijn Madame Roland liet Madame de Condorcet altijd vrouwen toe in haar salons.
De Condorcet was hoog opgeleid en sprak vloeiend Engels en Italiaans. Haar bekendste filosofische werk, Lettres sur la Sympathie, publiceerde ze in 1798 bij haar vertaling van The Theory of Moral Sentiments van Adam Smith. Daarnaast vertaalde ze ook werken van Thomas Paine.

## Wetenswaardigheden
Sophie de Condorcet is een van de hoofdpersonen in de stripreeks 'De Verlichte Markiezin' van striptekenaar Lax die tussen 1988 en 1990 verscheen.

## Over Sophie de Condorcet
- Henri Valentino. Madame de Condorcet: ses amis et ses amours (1764-1822). Paris, Librairie Académique Perrin, 1950
- Thierry Boissel. Sophie de Condorcet : femme des lumières (1764-1822). Paris, Presses de la Renaissance, 1988 ISBN 2-85616-473-0
- Madeleine Arnold-Tétard. Sophie de Grouchy : marquise de Condorcet : la dame de cœur. Paris, Christian, 2003 ISBN 2-86496-110-5

- Bibsys: 10003266
- Bibliothèque nationale de France: cb124616902 (data)
- Catàleg d'autoritats de noms i títols de Catalunya: 981058612040306706
- Gemeinsame Normdatei: 11891488X
- International Standard Name Identifier: 0000 0001 1065 5973
- Library of Congress Control Number: nr89016450
- Nationale Bibliotheek van Israël: 987007291818105171
- Nederlandse Thesaurus van Auteursnamen: 074591126
- Réseau des bibliothèques de Suisse occidentale: 02-A000041022
- LIBRIS: 250396
- Système universitaire de documentation: 033789703
- Union List of Artist Names: 500354246
- Virtual International Authority File: 61645306
- WorldCat: E39PBJxhpR7PhXDmK6bX7G8DMP